# Mk 13 (ミサイル発射機)

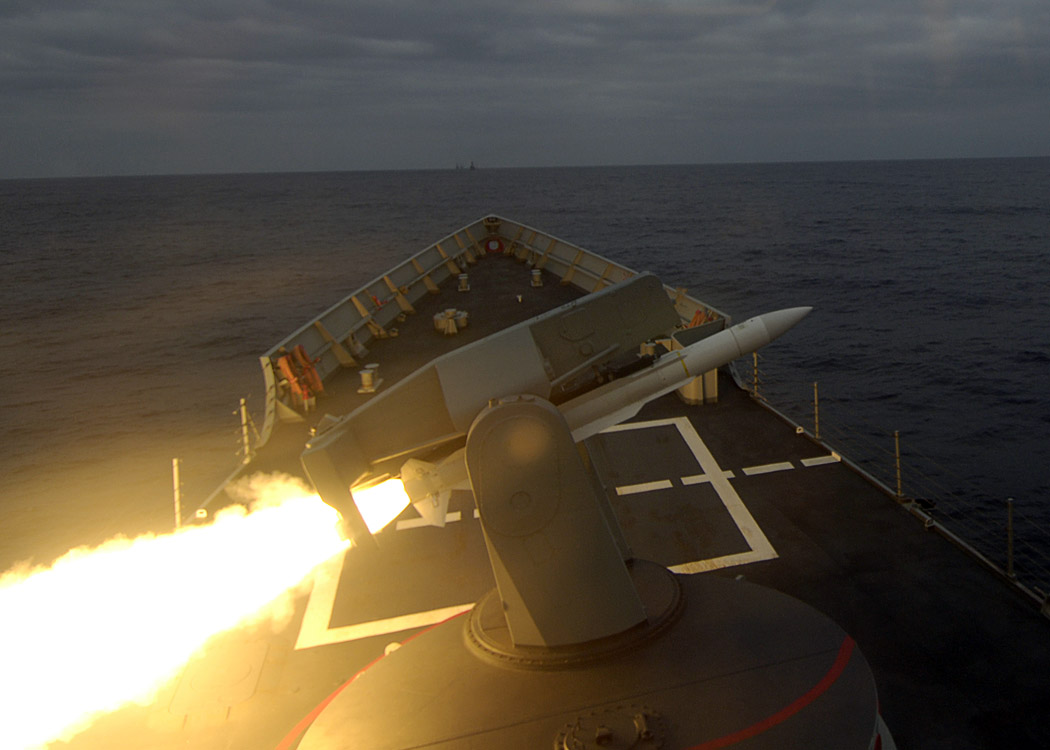
SM-1MRを発射するMk 13 GMLS

Mk 13 GMLS（Guided Missile Launching System）は、アメリカ合衆国が開発したミサイル発射機システム。発射機は単装で、主としてRIM-24 ターターやRIM-66 スタンダード（SM-1/2MR）といった艦対空ミサイルを発射するために用いられる。

## 概要
ターター・システムの重要なサブ・システムとして、RIM-24 ターターやRIM-66 スタンダード（SM-1/2MR）といった中距離艦対空ミサイル、ハープーン艦対艦ミサイルを発射することができる。
搭載艦の退役に伴って、アメリカ海軍においては徐々に現役から退きつつあるが、退役した搭載艦の輸出によって、アメリカ国外での使用国はむしろ増加している。日本の海上自衛隊でも、ミサイル護衛艦（ミサイル駆逐艦）の艦対空ミサイル発射機として「あまつかぜ」以降たちかぜ型護衛艦、はたかぜ型護衛艦に採用されたが、現在は「あまつかぜ」及びたちかぜ型は退役し、はたかぜ型も練習艦に種別が変更されたため、現役のミサイル護衛艦は全てMk 41 VLS搭載艦（こんごう型・あたご型・まや型）となっている。

## 構成

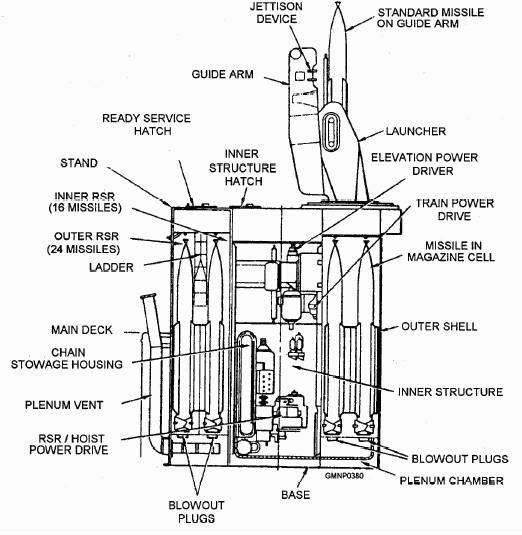
Mk 13 内部

Mk 13 GMLSは、発射機（Launcher）、弾薬庫（Magazine）、操作装置（Launching system control）という3つの主たる要素より構成されている。
発射機部分は単装で、初期のターター・システムのMk 11 GMLSやテリア・システムのMk 10 GMLSで用いられていた連装発射機よりも同時装填数は少ないが、旋回・俯仰と再装填の迅速化によって、発射速度についてはむしろ向上しており、初弾の発射までは7.4秒、初弾の発射後、8.1秒で次弾を装填・発射することができる。また、Mod 4以降のバージョンにおいては、ハープーン艦対艦ミサイルの発射も可能になっている。
弾薬庫部分では、二重の輪状にミサイルが配列されており、Mk 13では40発が収容できる。小型化されたMk 22では一重となって、16発を収容している。ここに収容されたミサイルは、ホイストによって発射機まで揚弾され、装填される。
操作装置は操作や動力供給、動作確認を担当しており、動力を担当するEP1, 操作を担当するEP2, 電子系統を担当するEP3の3つのパネルによって構成されている。

## バージョンと派生型

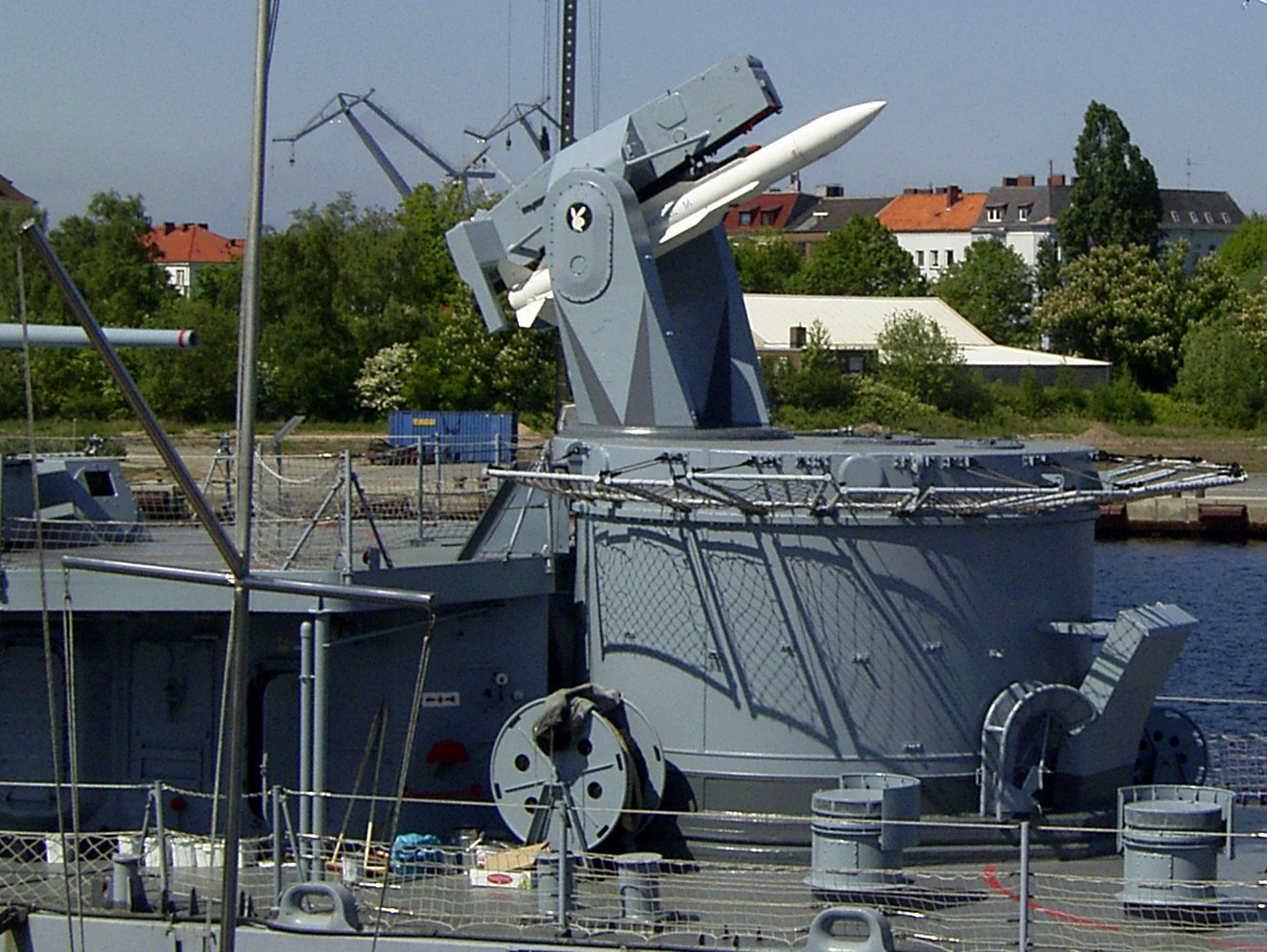
Mk 13 Mod1。発射機部分、弾薬庫部分が見えている
リュッチェンス級駆逐艦D186「メルダース」

Mk 13は、従来のターター・システムで使用されてきたMk 11 GMLSにかわってチャールズ・F・アダムズ級ミサイル駆逐艦14番艦｢バークレー｣（USS Berkeley, DDG-15）より搭載を開始した。
初期のMod 0からMod 3までは、運用できるミサイルはRIM-24 ターターやRIM-66 スタンダード（SM-1/2MR）といった中距離艦対空ミサイルに限られた。その後、Mod 4からMod 7においては、ハープーン艦対艦ミサイルの運用能力も付加された。ミサイル装備をMk 13に一本化したオリバー・ハザード・ペリー級ミサイルフリゲートにおいては、本システムよりアスロック対潜ミサイルを運用することも検討されたが、対潜戦闘のコンセプト開発の結果、これは実行されなかった。
また、Mk 13をベースに小型・軽量化されたMk 22も開発された。これは、ハープーン艦対艦ミサイルの運用には対応せず、RIM-24 ターターやRIM-66 スタンダード（SM-1MR）の運用のみを実施した。弾薬庫容量は16発で、搭載艦はブルック級ミサイルフリゲートとバレアレス級フリゲートに限られた。

## 使用国と搭載艦
アメリカ海軍
- チャールズ・F・アダムズ級ミサイル駆逐艦
- ブルック級ミサイルフリゲート[注 1]
- ジョン・ポール・ジョーンズ級ミサイル駆逐艦
- ミッチャー級駆逐艦
- カリフォルニア級原子力ミサイル巡洋艦
- オリバー・ハザード・ペリー級ミサイルフリゲート[注 2]

 イタリア海軍
- インパヴィド級駆逐艦
- アウダーチェ級駆逐艦
- デ・ラ・ペンネ級駆逐艦

 オーストラリア海軍
- パース級駆逐艦
- アデレード級フリゲート[注 3]

 オランダ海軍
- トロンプ級フリゲート
- ヤコブ・ファン・ヘームスケルク級フリゲート

 海上自衛隊
- ミサイル護衛艦「あまつかぜ」
- たちかぜ型護衛艦
- はたかぜ型護衛艦

 スペイン海軍
- バレアレス級フリゲート[注 1]
- サンタ・マリア級フリゲート[注 3]

 中華民国海軍
- 成功級フリゲート[注 3]

 ドイツ海軍
- リュッチェンス級駆逐艦

 トルコ海軍
- G級フリゲート[注 4]

 フランス海軍
- シュルクーフ級駆逐艦防空改装型（ケルサン級）
- カサール級駆逐艦